# Tomella
Tomella là một chi ốc biển, là động vật thân mềm chân bụng sống ở biển trong họ Clavatulidae.

## Các loài
Các loài thuộc chi Tomella bao gồm:
- Tomella hupferi Strebel, 1912[2]
- Tomella leschkei Strebel, 1912[3]